# Агітаційний снаряд
Агітаційний снаряд — вид спеціальних артилерійських снарядів, які застосовуються для доставки і розкидання агітаційної літератури (листівок, перепусток тощо) в розташуванні противника в прифронтовій смузі.
Агітаційний снаряд складається з тонкостінного корпусу, відокремлюваного дна, вибивного заряду, 2—3 розрізних металевих контейнерів для літератури і дистанційної трубки. На польоті агітаційного снаряда промінь вогню від дистанційної трубки через заданий проміжок часу передається вибивному заряду, контейнери викидаються й упакована в снаряді література розлітається.
Агітаційні снаряди вперше з'явилися в період Першої світової війни, широко використовувалися французами на завершальному її етапі (1918 р.), щоб морально вплинути на німецьких солдат. У роки Громадянської війни за допомогою агітаційних снарядів у тил білогвардійських військ та іноземних інтервентів закидалися листівки та інші агітаційні матеріали. Агітаційні снаряди знайшли застосування в Другій світовій війні, хоча в тих же цілях більш широко використовувалися агітаційні авіаційні бомби. У Радянській армії застосовувалися 122-мм гаубичні агітаційні снаряди. Розсіювання листівок по площі залежить від швидкості польоту агітаційного снаряда, висоти спрацьовування заряду, погоди. Несприятливими умовами для застосування агітаційних снарядів є дощ, туман, висхідні потоки повітря і сильний вітер. Споряджати агітаційні снаряди агітаційною літературою можна безпосередньо у військах.